# Patricia de Lille
Pour les articles homonymes, voir Lille (homonymie).
Patricia de Lille, née Patricia Lindt le 17 février 1951 à Beaufort West, dans la province du Cap, est une femme politique sud-africaine, membre du Parlement (1994-2010 et depuis le 22 mai 2019) ainsi que maire de la ville du Cap du 1er juin 2011 au 31 octobre 2018. 
Ancienne membre du Congrès panafricain d'Azanie, elle fonde en 2003 le parti des Démocrates indépendants qu'elle intègre au sein de l'Alliance démocratique en août 2010.
En décembre 2018, elle fonde un nouveau parti appelé « Good » qui remporte deux sièges à l'assemblée nationale lors des élections générales sud-africaines de 2019. Le 29 mai 2019, elle est nommée ministre des travaux publics et des infrastructures dans le second gouvernement Ramaphosa puis ministre du tourisme lors du remaniement ministériel du 6 mars 2023. 

## Biographie

### Origines et famille
Troisième de sept enfants, Patricia Lindt est née le 17 février 1951 à Beaufort West au sein d'une famille coloured de langue afrikaans. Son père est un enseignant, sympathisant du congrès panafricain. Elle effectue ses études primaires à l'école méthodiste et des études secondaires au Bastiaanse Hoërskool. 
En 1972, elle épouse Edwin de Lille (Mort en 2021) avec lequel elle a un fils.
Patricia de Lille travaille durant 16 ans, de 1974 à 1990, comme technicienne de laboratoire pour Plascon Paints. En 1985, elle obtient un diplôme en relations industrielles du Damelin College

### Carrière professionnelle et syndicale
Syndicaliste, elle est élue à l'exécutif national de l'Union sud-africaine des travailleurs de la chimie en 1983. 
En 1988, elle est élue vice-présidente du Conseil national des syndicats (National Council of Trade Unions - NACTU). 

### Carrière politique

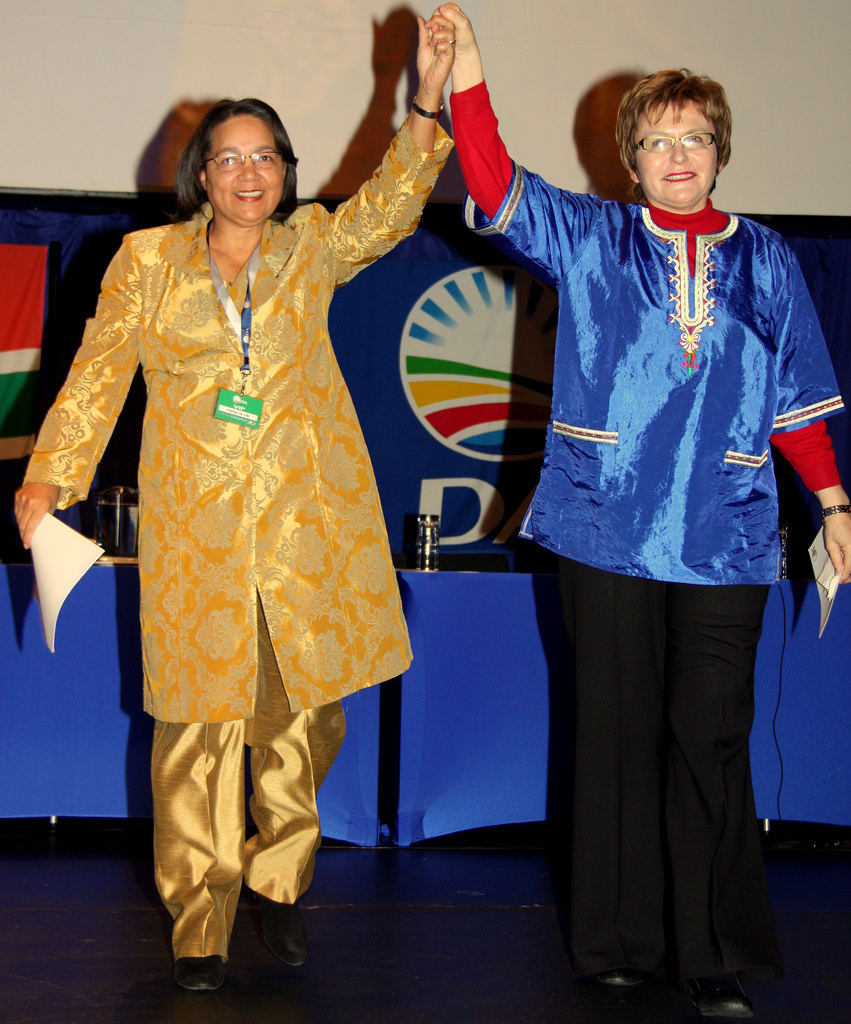
Patricia de Lille et Helen Zille en 2010.

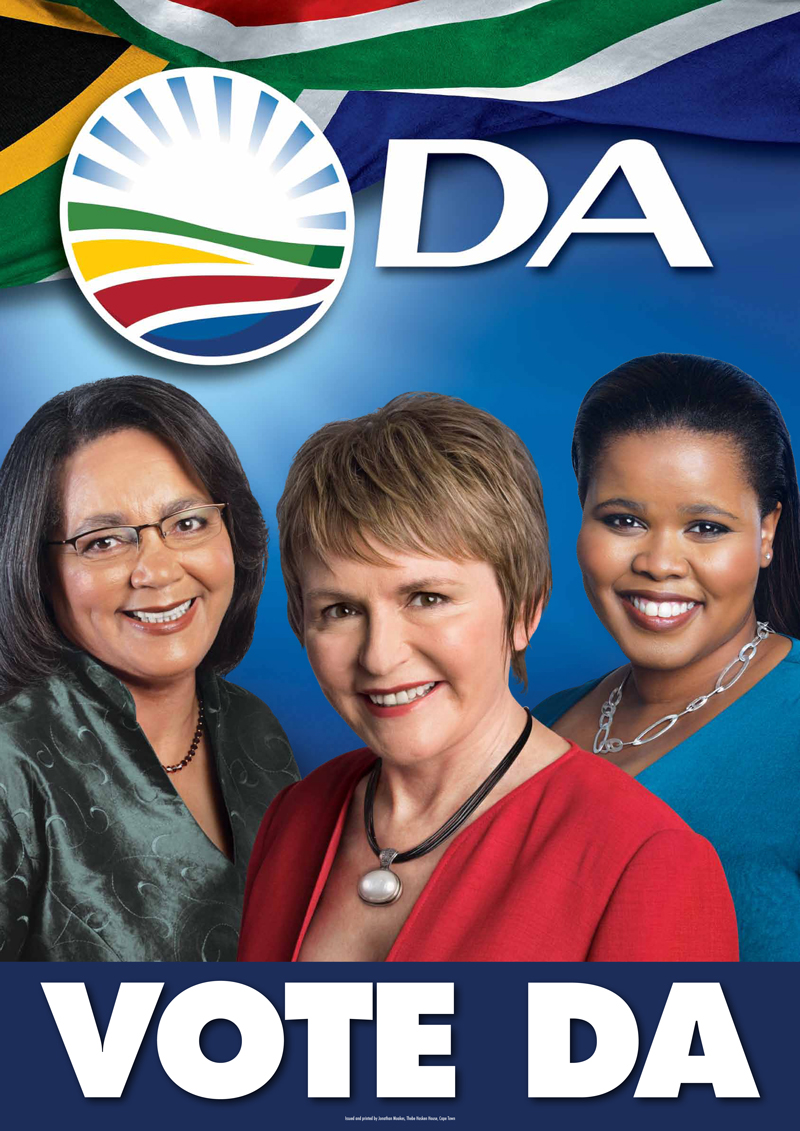
Affiche électorale de l'Alliance démocratique figurant Patricia de Lille, Helen Zille et Lindiwe Mazibuko (2011).

En 1989, De Lille est élue au comité exécutif du Congrès panafricain d'Azanie, un mouvement de libération africaniste, qu'elle représente lors des négociations constitutionnelles qui mèneront aux premières élections multiraciales d'Afrique du Sud le 27 avril 1994. 
Élue députée du PAC, elle préside la commission des transports au Parlement de 1994 à 1999, tout en étant la vice-présidente du groupe parlementaire du PAC.
En 2003, elle rompt avec le PAC et fonde son propre parti, les Démocrates indépendants, plus centriste, qui obtient 1,7 % des voix et sept députés lors des élections générales d'avril 2004. 
Considérée comme une progressiste et une féministe, Patricia de Lille a été critiquée au sein même de son parti pour son autoritarisme, pour son absentéisme au Parlement et par les autres partis de l'opposition pour les connotations « mugabesques » de ses discours. 
En 2010, elle préside à la fusion des Démocrates indépendants avec l'Alliance démocratique. En septembre de la même année, elle devient ministre au développement social de la province du Cap-Occidental, fonction qu'elle conserve jusqu'au 31 mai 2011.
Le 14 mars 2011, candidate au poste de maire du Cap, Patricia de Lille s'impose lors des élections internes de l'Alliance démocratique face à Grant Pascoe, Shehaam Sims et face au maire sortant Dan Plato pour obtenir la nomination du parti lors des élections municipales qui se tiennent le 18 mai suivant. Sa liste est facilement élue avec plus de 60 % des voix face à plusieurs listes concurrentes dont celle de l'ANC. Le 1er juin, elle est élue maire de la municipalité du Cap par le conseil municipal par 137 voix contre 75 à Tony Ehrenreich (ANC).
En avril 2015, elle est élue chef provincial de l'Alliance démocratique au Cap-Occidental, s'imposant avec 69 % des voix des militants contre Lennit Max.
En 2018, ses relations se détériorent avec son propre parti. Vivement critiquée pour sa gestion de la sécheresse qui frappe Le Cap depuis les trois dernières années, elle entre en confrontation avec la direction de la DA en avril 2018 d'autant plus qu'elle rend un hommage appuyé à Winnie Mandela à l'occasion du décès de cette dernière et participe à une réunion publique des Combattants pour la liberté économique (Economic Freedom Fighters, gauche radicale).
En mai 2018, elle est exclue de l’Alliance démocratique pour faute professionnelle et pour avoir manqué à son devoir, perdant alors sa position de maire du Cap, qu'elle détenait en tant qu'élue de la DA. Elle est alors remplacée par le maire adjoint de la ville, Ian Neilson en attendant que la DA nomme un nouveau candidat et que le conseil municipal du Cap procède à l'élection du maire. Cependant, elle conteste en procédure simplifiée cette décision devant un tribunal du Cap devant lequel elle obtient gain de cause le 15 mai 2018. Elle est alors rétablie dans ses fonctions de maire du Cap tout comme est annulée son exclusion de la DA. Une autre audience sera tenue plus tard. Parallèlement, elle était aussi en pourparlers avec l'ANC pour obtenir un poste diplomatique à Washington en contrepartie de son ralliement.
Le 8 août, à la suite de 13 mois de crise avec son parti, l'Alliance Démocratique, Patricia de Lille annonce qu'elle démissionnera de sa fonction de maire du Cap. Celle-ci prend effet le 31 octobre 2018 tout comme sa démission de l'Alliance démocratique.
En décembre 2018, elle fonde un nouveau parti appelé « Good » et se présente aux élections générales sud-africaines de mai 2019. Le parti remporte deux sièges permettant à Patricia de Lille de redevenir député à l'assemblée nationale du parlement à compter du 22 mai 2019.

### Divers
En 2004, elle est élue à la vingt-deuxième place sur la liste des 100 personnalités marquantes d'Afrique du Sud (100 Greatest South Africans).